# Cobra Killer
Le Cobra Killer sono un duo tedesco digital hardcore fondato nel 1998.

## Storia delle Cobra Killer
Le Cobra Killer sono un duo tedesco formato da Gina V. D'Orio e Annika Trost e parte del movimento digital hardcore di Alec Empire. Entrambe le componenti facevano parte di altri gruppi della Digital Hardcore Recordings del fondatore degli Atari Teenage Riot, D'Orio negli EC8OR e Trost nei Shizuo.
Mentre molte formazioni della Digital Hardcore si sono sciolte in seguito al ridimensionamento dell'etichetta discografica nel 2000, le Cobra Killer hanno proseguito la loro attività, pubblicando altri quattro album dopo l'eponimo debutto del 1999, e firmando un contratto con la Monika Enterprise.

## Formazione

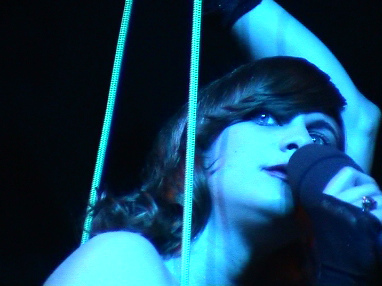
Gina d'Orio.

- Gina V. D'Orio
- Annika Trost

## Discografia

### Album di studio
- 1999 - Cobra Killer (Digital Hardcore)
- 2003 - Third Armpit (Valve)
- 2004 - 76/77 (Monika)
- 2005 - Das Mandolinenorchester (Monika)
- 2009 - Uppers and Downers (Monika)

### Singoli
- 2003 - Heavy Rotation (Monika)
- 2004 - Six Secs (Digital Hardcore)

### Apparizioni in compilation
- 2006 - Mr. Chang in Girl Monster (Chicks on Speed)